# Diastole

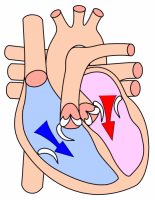
Le cœur au cours de la diastole ventriculaire

La diastole (du grec διαστολή qui signifie expansion) est la période au cours de laquelle le cœur se relâche après s'être contracté. On parle de diastole ventriculaire quand les ventricules se relâchent, et de diastole auriculaire ou atriale lorsque les atriums (lat. atria) - les oreillettes - se relâchent. Au repos, le temps de diastole du cœur est d'environ 0,49 seconde.

## Description
La diastole comporte quatre phases, soit la relaxation isovolumétrique, le remplissage rapide, la diastase et la contraction auriculaire.
1. Relaxation isovolumétrique : C'est la phase où les cellules musculaires ventriculaires se relâchent. Cela cause une baisse de la pression ventriculaire. Durant cette phase, la pression dans l'aorte et dans le tronc pulmonaire est supérieure à celle des ventricules, mais la pression dans les oreillettes y est inférieure. Ainsi, les quatre valves cardiaques sont fermées durant cette phase.
2. Remplissage rapide : Cette phase commence au moment où la pression dans les ventricules devient inférieure à celle dans les oreillettes, ce qui provoque l'ouverture des valves auriculo-ventriculaires (valve mitrale et valve tricuspidienne) et permet donc au sang de se déverser dans le ventricule à partir des oreillettes. On appelle cette phase «remplissage rapide» du fait que le ventricule est pratiquement vide : il peut donc y avoir un flot plus important de sang provenant des oreillettes.
3. Diastase (ou remplissage lent) : Il s'agit de la suite du remplissage rapide. C'est le moment où la pression ventriculaire devient pratiquement égale à la pression auriculaire. Il n'y a donc à peu près pas de mouvement de sang durant cette phase. Les valves mitrales et tricuspidiennes sont toujours ouvertes.
4. Contraction auriculaire : Cette phase, comme son nom l'indique, consiste en la contraction des oreillettes, ce qui augmente encore un peu le volume de sang dans le ventricule (La contraction des oreillettes génère un gradient de pression entre l'oreillette et le ventricule de sorte qu'un mouvement de sang apparaît). Cette charge supplémentaire permet, paradoxalement, une contraction plus efficace du cœur en augmentant son inotropisme (sa contractilité) par la Loi de Starling.

## Pression diastolique
La pression diastolique, par opposition à la pression systolique, correspond à la tension artérielle mesurée lors de la phase de relâchement du cœur, ou diastole.
La pression diastolique est indiquée par la valeur la plus basse donnée au cours de la mesure de la tension artérielle. On parle d'une hypertension artérielle quand sa valeur est supérieure à 90 millimètres de mercure.

## Pathologie
Les reflux sanguins artériels liés à des incontinences valvulaires (valve aortique ou pulmonaire) et les rétrécissement des valves auriculo-ventriculaires (valve mitrale et tricuspide) se produisent pendant la diastole.
À l'inverse, les rétrécissements artériels liés à des obstacles valvulaires (valve aortique ou pulmonaire) et les incontinences des valves auriculo-ventriculaires (valve mitrale et tricuspide) se produisent pendant la systole.
Les souffles cardiaques diastoliques sont toujours pathologiques.